# Corsomyza karooana
Corsomyza karooana är en tvåvingeart som beskrevs av Hesse 1938. Corsomyza karooana ingår i släktet Corsomyza och familjen svävflugor. Inga underarter finns listade i Catalogue of Life.